# Alvisensaari
Alvisensaari är en ö i Finland. Den ligger i sjön Nilakka och i kommunen Keitele i den ekonomiska regionen  Övre Savolax   och landskapet Norra Savolax, i den centrala delen av landet, 300 km norr om huvudstaden Helsingfors. Öns area är 3,3 hektar och dess största längd är 440 meter i sydöst-nordvästlig riktning.